# Žunje, Knić
Žunje (izvirno srbsko Жуње) je naselje v Srbiji, ki upravno spada pod Občino Knić; slednja pa je del Šumadijskega upravnega okraja.

## Demografija
V naselju, katerega izvirno (srbsko-cirilično) ime je Жуње, živi 222 polnoletnih prebivalcev, pri čemer je njihova povprečna starost 49,1 let (48,3 pri moških in 50,0 pri ženskah). Naselje ima 90 gospodinjstev, pri čemer je povprečno število članov na gospodinjstvo 2,87.
To naselje je, glede na rezultate popisa iz leta 2002, večinoma srbsko, a v času zadnjih treh popisov je opazno zmanjšanje števila prebivalcev.
|  |

| Demografija | Demografija     | Demografija     |
| Leto        | Št. prebivalcev | Št. prebivalcev |
| ----------- | --------------- | --------------- |
|             |                 |                 |
|             |                 |                 |
|             |                 |                 |
|             |                 |                 |
| 1948        | 636             |                 |
| 1953        | 604             |                 |
| 1961        | 500             |                 |
| 1971        | 480             |                 |
| 1981        | 421             |                 |
| 1991        | 340             | 302             |
| 2002        | 280             | 258             |
|             |                 |                 |

| Etnična sestava po popisu iz leta 2002 | Etnična sestava po popisu iz leta 2002 | Etnična sestava po popisu iz leta 2002 | Etnična sestava po popisu iz leta 2002 | Etnična sestava po popisu iz leta 2002 |
| -------------------------------------- | -------------------------------------- | -------------------------------------- | -------------------------------------- | -------------------------------------- |
| Srbi                                   | Srbi                                   |                                        | 254                                    | 98,44%                                 |
| Hrvati                                 | Hrvati                                 |                                        | 3                                      | 1,16%                                  |
| Makedonci                              | Makedonci                              |                                        | 1                                      | 0,38%                                  |
| Neznano                                | Neznano                                |                                        | 0                                      | 0,0%                                   |